# Freccia del Brabante 1975
La Freccia del Brabante 1975, quindicesima edizione della corsa, si svolse il 23 marzo su un percorso di 166 km, con partenza a Sint-Genesius-Rode e arrivo ad Alsemberg. Fu vinta dal belga Willem Peeters della squadra Maes Pils-Watney davanti al connazionale Michel Pollentier e all'olandese Gerrie Knetemann.

## Ordine d'arrivo (Top 10)
| Pos. | Corridore         | Squadra                        | Tempo    |
| ---- | ----------------- | ------------------------------ | -------- |
| 1    | Willem Peeters    | Maes Pils-Watney               | 4h12'00" |
| 2    | Michel Pollentier | Carpenter-Confortluxe-Flandria | s.t.     |
| 3    | Gerrie Knetemann  | Gan-Mercier-Hutchinson         | s.t.     |
| 4    | Patrick Sercu     | Brooklyn                       | s.t.     |
| 5    | Joseph Bruyère    | Molteni-Campagnolo             | s.t.     |
| 6    | Frans Verbeeck    | Maes Pils-Watney               | s.t.     |
| 7    | Rik Van Linden    | Bianchi-Campagnolo             | s.t.     |
| 8    | Ludo Delcroix     | Molteni-Campagnolo             | s.t.     |
| 9    | Willy Teirlinck   | Gitane-Campagnolo              | s.t.     |
| 10   | Johan De Muynck   | Brooklyn                       | a 50"    |